# Elma Francois
Elma Francois (nacida en Overland, San Vicente y las Granadinas el 14 de octubre de 1897-1944) fue una activista política afro-socialista. Ha sido descrita como una de las grandes voces activistas africanas en la región del Caribe  y fue conocida por su trabajo prosindical, antibelicista y anticolonial. Su activismo en defensa de la mejora de las condiciones laborales de los trabajadores y trabajadoras la llevó a ser la primera mujer juzgada por sedición en Trinidad y Tobago. En 1985 fue nombrada Heroína Nacional de Trinidad y Tobago.  

## Biografía

### Primeros años

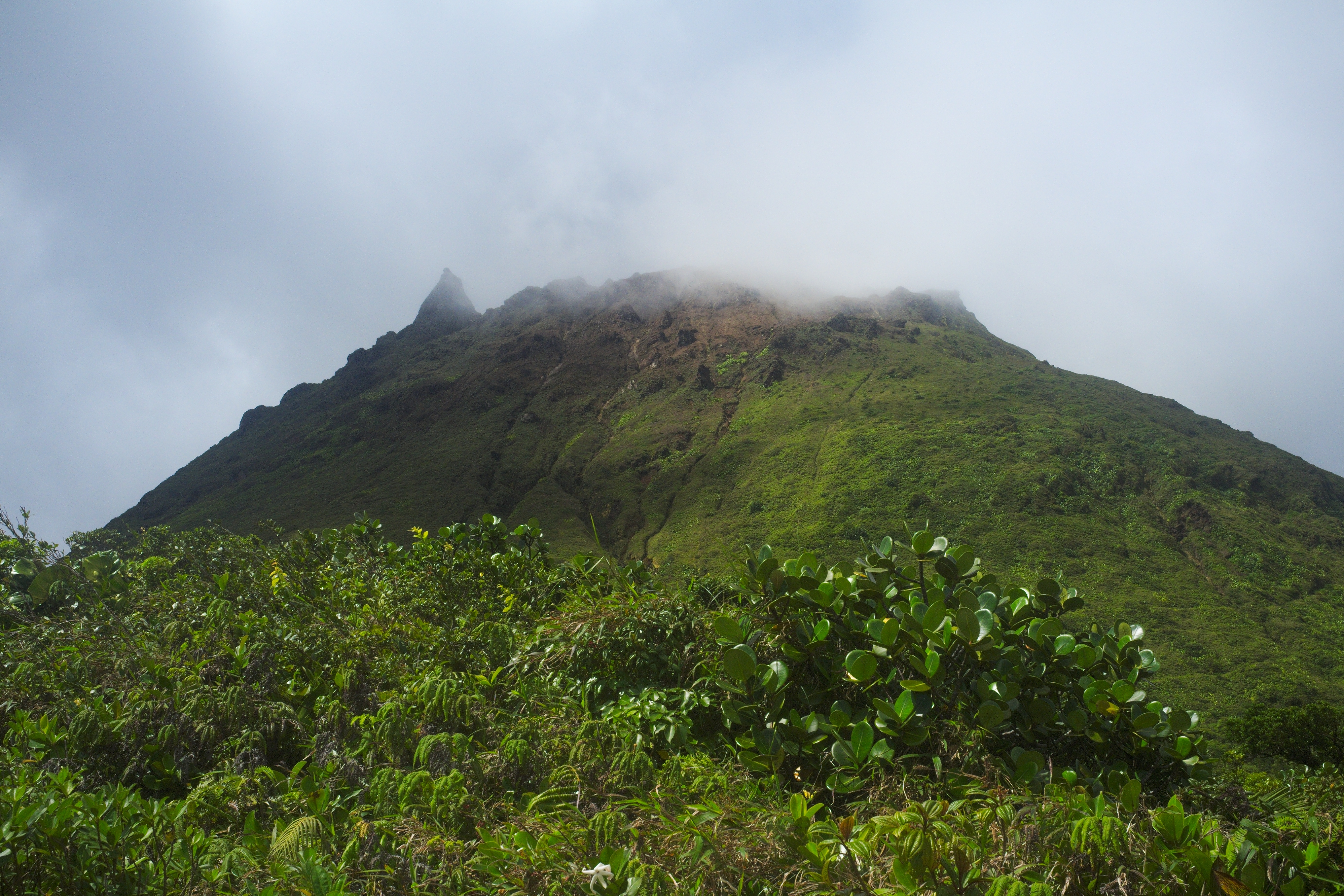
La erupción del volcán La Soufrière dejó a la familia de Elma Francois sin casa ni pertenencias, obligándoles a emigrar.

Elma Francois nació en 1897 en Overland, isla de San Vicente (Caribe), aunque en 1902 ella y su familia tuvieron que trasladarse a Kingston debido a que la erupción del volcán Soufrière les dejó sin casa y sin pertenencias. Hija de los trabajadores agrícolas Stanley y Estina (Silby), realizó estudios primarios (hasta 5º) mientras trabajaba recolectando algodón con su madre por un salario muy precario en las fincas Arnos Vale y Cane Garden, cerca de  Kingston. La paga estándar era de 12 a 14 céntimos por día.   
Muy pronto fue consciente de las injusticias que se producían con la clase trabajadora y empezó muy joven su labor como activista. En la fábrica azucarera Mt. Bentick, industria controlada por los colonizadores ingleses, intentó organizar a los peones para mejorar sus precarias condiciones laborables y fue despedida por ello.  

### Vida personal
Compartió su vida con su compañero y camarada, James Barrette, también activista. En 1917 tuvo un hijo, Conrad James, que se vio obligada a dejar al cuidado de su madre para emigrar a Trinidad y Tobago en busca de mejores oportunidades. Pasados los años, Elma Francois vio cómo su hijo se unía al ejército para luchar en la Segunda Guerra Mundial. Ella estaba en contra de que las personas negras se implicaran en el conflicto en solidaridad con la Corona británica debido a la discriminación racial que ejercían los colonos y a su convencimiento de que los aliados habían dejado que Hitler actuara para contrarrestar a Stalin en la Unión Soviética.
Francois murió en 1944.

### Asociación de Trabajadores de Trinidad
En Trinidad y Tobago trabajó como empleada doméstica, si bien nunca dejó de formarse a sí misma mediante la lectura, lo que le permitió formar también a otros en temas políticos y laborales. Allí se unió a la Asociación de Trabajadores de Trinidad, que estaba dirigida por el Capitán A.A. Cipriani, un ex soldado del Regimiento de las Indias Occidentales. La Asociación de Trabajadores pasó a llamarse Partido Laborista de Trinidad en 1934, convirtiéndose en el primer partido político del país. Su ambición era reformar el sistema de la colonia desde dentro mediante una serie de mejoras graduales para los trabajadores.
Francois comenzó a chocar con Cipriani, quien favorecía la acción de no confrontación y a menudo sufría un conflicto de intereses debido a su posición privilegiada como terrateniente y miembro de la clase católica criolla francesa. Ella prefería la acción directa a través de los trabajadores en lugar de los empleadores. Creía que el Día Internacional de los Trabajadores debería declararse un día festivo para celebrar los derechos de los trabajadores.

### Asociación Cultural y Social de Bienestar Negro
Elma Francois conoció a Jim Headly mientras pronunciaba un discurso sobre la herencia africana en Woodford Square. Juntos fueron los miembros cofundadores del Movimiento Nacional de Desempleados, que más tarde se llamó Asociación Cultural y Social de Bienestar Negro (NWCSA). La asociación tenía una orientación marxista y estaba comprometida con el empoderamiento de los afrodescendientes, especialmente de las mujeres, cuyas voces eran silenciadas sistemáticamente, pero también contaba con personas de las comunidades india y china. Francois ocupó el cargo de Secretaria de Organización y la NWSCA buscó incluir tanto a hombres como a mujeres en los puestos ejecutivos.
La NWSCA ayudó a organizar marchas contra el hambre por los derechos de los trabajadores azucareros en 1934 y apoyó la Marcha del Hambre de Tubal Uriah Butler de 1935. Asimismo, impulsó la respuesta nacional contra la invasión italiana de Etiopía en 1935, lo que provocó que muchos trabajadores portuarios se negaran a descargar los barcos italianos. También ayudó a formar el Sindicato de Marineros y Trabajadores de la Zona Costera y el Sindicato de Trabajadores Federados.

### Arresto
Francois se involucró con el Partido Butler, que superó a la Asociación de Trabajadores de Trinidad (TWA) como la voz principal de los trabajadores de las islas, y ganó tres de los dieciocho escaños en las elecciones de 1946, mientras que TWA no ganó ninguno. Participó en los “Butler Riots” de 1937, que comenzaron en los campos petroleros como una protesta por las condiciones laborales, los salarios, el racismo y la explotación. La policía intentó hostigar e infiltrarse en las reuniones del partido NWSCA en apoyo de los trabajadores petroleros.
Tras ser capturada por la policía, Francois fue juzgada por sedición, convirtiéndose en la primera mujer en la historia de Trinidad y Tobago en ser juzgada por ello. Después de defenderse a sí misma, lo que evidencia su fuerte personalidad dado la discriminación racial y de género existente, Francois finalmente fue declarada inocente del crimen.

## Reconocimientos
Elma Francois fue nombrada Heroína Nacional de Trinidad y Tobago el 25 de septiembre de 1985, uniendo su nombre al de otros 25 ciudadanos y ciudadanas destacados de la isla.

## Otras lecturas
- Reddock, Rhoda (1988). Elma Francois: the NWCSA and the worker's struggle for change in the Caribbean. London and Port of Spain: New Beacon Books. ISBN 978-0-901241-79-5.